# Jair-Rôhm Parker Wells

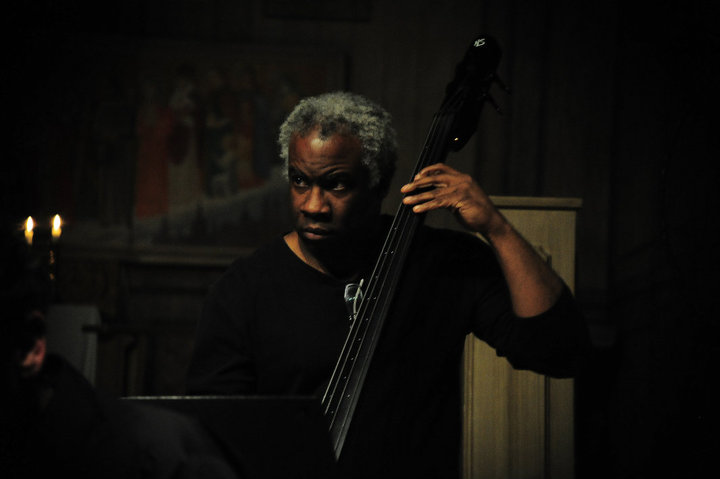
Jair-Rôhm Parker Wells bei einem Konzert in Schweden 2010

Jair-Rôhm Parker Wells (* 13. Oktober 1958 in Tacoma) ist ein US-amerikanischer Jazz-Bassist und Komponist.

## Leben und Wirken
Parker Wells wuchs in Süddeutschland auf, bevor er 1978 nach New York zog. Nach einer einjährigen Tournee durch die Vereinigten Staaten studierte er an der Tulane University in New Orleans. Dort arbeitete er mit lokalen Jazz- und Rhythm-&-Blues-Musikern; außerdem gehörte er dem Universitätsensemble Tulanians an. Unterricht hatte er bei Richard Payne, der ihm die Musik von Harry Partch nahebrachte. In New York setzte er 1980 seine Studien bei Ken Simon fort und beschäftigte sich mit der Musik von Anthony Braxton. 1982 gründete er die Experimentalband Glass Thought Theater Ensemble; 1982/83 war er Composer in Residence am New York Theater Ensemble. 1983 erhielt er ein Stipendium der Stiftung Meet the Composer. 1984/85 arbeitete er in New Jersey; Er war Gründungsmitglied des New Brunswick Jazz Musician's Collective, für das er komponierte. Ende der 1980er-Jahre spielte er in der Band Machine Gun, der auch Thomas Chapin, Robert Musso, Bill Bryant und John Richey angehörten. Bis 2010 lebte er in Schweden; in den 2000er-Jahren war er Mitglied des Trios 3 Bandidos, mit Tobias Schmitt und Tomislav Bucalic (Album Sympathy for the Donkey ). 2004 legte Parker Wells sein Debütalbum Exquisite Noise vor, gefolgt von Inside of Outside (mit Cyndi Dawson, 2008) und Brotherly Love in Philadelphia beim schwedischen Label Ayler Records, an dem Elliott Levin und Eric Slick mitwirkten. Im Bereich des Jazz war er zwischen 1988 und 2008 an 13 Aufnahmesessions beteiligt, u. a. mit Red Rodney und der Formation Decision Dream (Steamroom Variations).